# Čeněk Šandera
Čeněk Šandera, též Vincenz Schandera (1816 Plotiště nad Labem – ???), byl rakouský právník a politik české národnosti z Čech, v 60. letech 19. století poslanec Českého zemského sněmu.

## Biografie
Studoval práva na Karlo-Ferdinandově univerzitě v Praze. Roku 1847 získal titul doktora práv. Působil jako advokát a notář v Hořicích.
Po obnovení ústavního systému vlády počátkem 60. let se zapojil i do politického života. V zemských volbách v Čechách roku 1861 byl zvolen na Český zemský sněm, kde zastupoval kurii venkovských obcí, obvod Vimperk, Volyně. Byl nezávislým českým kandidátem. Na mandát rezignoval v listopadu 1865.